# IntEnz
IntEnz (de l'anglès Integrated relational Enzyme database; Base de dades d'enzims relacionals integrats) és una base de dades de lliure accés que reuneix informació sobre enzims.
Va ser creat i mantingut per l'EBI (European Bioinformatics Institute), part de l'EMBL (European Molecular Biology Laboratory), institut d'investigació acadèmica amb seu al Wellcome Trust Genome Campus, a Hinxton, prop de Cambridge (Regne Unit), amb la col·laboració del Swiss Institute of Bioinformatics (SIB).
Utilitza el sistema de nomenclatura d'enzims desenvolupat per l'International Union of Biochemistry and Molecular Biology (Unió Internacional de Bioquímica i Biologia Molecular).